# Temo (sjö i Kuopio, Norra Savolax)
Temo är en sjö i kommunen Kuopio i landskapet Norra Savolax i Finland. Sjön ligger 95,1 meter över havet. Arean är 42 hektar och strandlinjen är 4,7 kilometer lång. Sjön  ingår i Vuoksens huvudavrinningsområde.   Den ligger omkring 21 kilometer nordöst om Kuopio och omkring 360 kilometer norr om Helsingfors. 
I sjön finns öarna Iitansaari och Perttulinniemi. 